# مت بوور
مت بوور (انگلیسی: Matt Bower؛ زادهٔ ۱۱ دسامبر ۱۹۹۸) بازیکن فوتبال است.
از باشگاه‌هایی که در آن بازی کرده‌است می‌توان به باشگاه فوتبال چلتنهام تاون اشاره کرد.